# Kołowanie

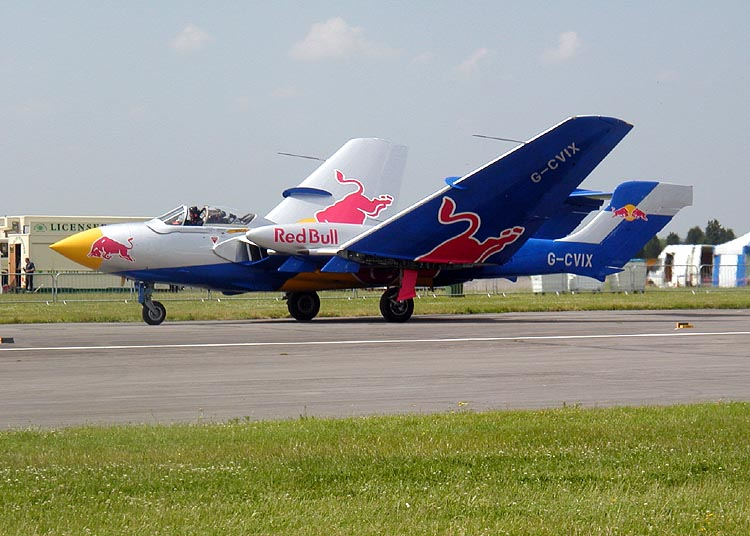
Prywatny egzemplarz samolotu wojskowego marynarki wojennej użytkowanego pierwotnie na lotniskowcach, De Havilland Sea Vixen, kołujący po dobiegu podczas pokazu lotniczego, z typowo na pół złożonymi skrzydłami

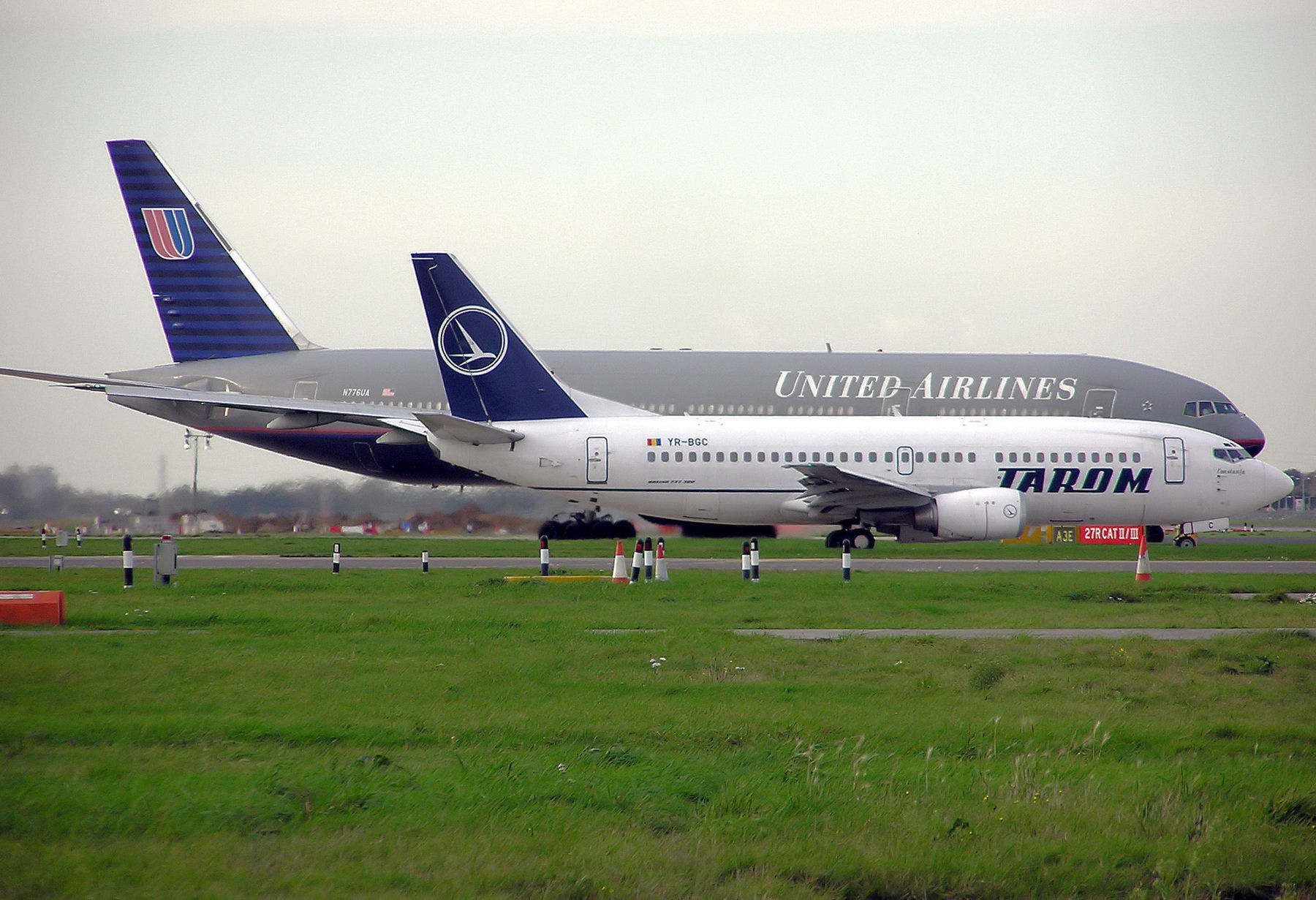
Boeing 737-300 rumuńskich linii lotniczych TAROM na tle Boeinga 777-200 amerykańskich linii lotniczych United Airlines, oba kołujące obok siebie na oddzielnych drogach kołowania portu lotniczego Londyn-Heathrow

Kołowanie (ang. taxiing, rzadziej taxying) – ruch statku powietrznego po powierzchni lotniska przy użyciu mocy własnej, wyłączając start i lądowanie.
Stanowi manewrowanie statku powietrznego o własnym napędzie po dobiegu lub przed rozbiegiem (ewentualnie, tylko w celu lokalnego przemieszczenia się na terenie portu lotniczego) poprzez przetaczanie się na ziemi lub analogicznie, przemieszczanie się w wodzie w przypadku wodnosamolotu, z wyszczególnieniem helikopterów pozbawionych podwozia kołowego (na płozach), które to kołują poprzez uniesienie się w powietrze nieznacznie i przemieszczanie się w powietrzu, także nieznacznie nad nawierzchnią (metr) pola wzlotów lub pola manewrowego.